# TPP交渉における国益を守り抜く会
TPP交渉における国益を守り抜く会（ティーピーピーこうしょうにおけるこくえきをまもりぬくかい）は、自由民主党の国会議員によって構成されている組織。2013年3月までは会の主旨が異なり、TPP参加の即時撤回を求める会（TPPさんかのそくじてっかいをもとめるかい）という名前で、「TPP参加表明」の即時撤回を目的としていた。会長は江藤拓。
2013年1月23日には党本部で会合が開かれ、会長によると会員は203人となり所属議員の過半数に達したという。同日は約50人が出席した。その後さらに会員数は増え、2月7日までの段階で233人となった。

## 会員

### 衆議院議員
| 額賀福志郎 （無派閥） （14回、茨城2区）            | 船田元 （無派閥） （14回、栃木1区）              | 中谷元 （無派閥） （12回、高知1区）                | 古屋圭司 （無派閥） （12回、岐阜5区）            | 山口俊一 （麻生派） （12回、徳島2区）            |
| 野田聖子 （無派閥） （11回、岐阜1区）              | 浜田靖一 （無派閥） （11回、千葉12区）           | 岩屋毅 （無派閥） （10回、大分3区）                | 遠藤利明 （無派閥） （10回、山形1区）            | 佐藤勉 （無派閥） （10回、比例北関東・栃木4区）  |
| 高市早苗 （無派閥） （10回、奈良2区）              | 田中和徳 （麻生派） （10回、神奈川10区）         | 田村憲久 （無派閥） （10回、三重1区）              | 石田真敏 （無派閥） （9回、比例近畿）            | 江渡聡徳 （麻生派） （9回、比例東北）            |
| 小野寺五典 （無派閥） （9回、宮城5区）             | 梶山弘志 （無派閥） （9回、茨城4区）             | 土屋品子 （無派閥） （9回、埼玉16区）              | 平井卓也 （無派閥） （9回、比例四国・香川1区）   | 江藤拓 （無派閥） （8回、宮崎2区）               |
| 加藤勝信 （無派閥） （8回、岡山3区）               | 金子恭之 （無派閥） （8回、熊本4区）             | 上川陽子 （無派閥） （8回、静岡1区）               | 坂本哲志 （無派閥） （8回、熊本3区）             | 谷公一 （無派閥） （8回、兵庫5区）               |
| 古川禎久 （無派閥） （8回、宮崎3区）               | 森山裕 （無派閥） （8回、鹿児島4区）             | 赤沢亮正 （無派閥） （7回、鳥取2区）               | 阿部俊子 （無派閥） （7回、比例九州）            | 稲田朋美 （無派閥） （7回、福井1区）             |
| 城内実 （無派閥） （7回、静岡7区）                 | 後藤茂之 （無派閥） （7回、長野4区）             | 寺田稔 （無派閥） （7回、比例中国・広島4区）       | 永岡桂子 （麻生派） （7回、比例北関東・茨城7区） | 丹羽秀樹 （無派閥） （7回、愛知6区）             |
| 西銘恒三郎 （無派閥） （7回、沖縄4区）             | 葉梨康弘 （無派閥） （7回、茨城3区）             | 御法川信英 （無派閥） （7回、比例東北・秋田3区）   | 宮下一郎 （無派閥） （7回、長野5区）             | 伊藤忠彦 （無派閥） （6回、比例東海・愛知8区）   |
| 伊東良孝 （無派閥） （6回、比例北海道）            | 上野賢一郎 （無派閥） （6回、滋賀2区）           | 木原稔 （無派閥） （6回、熊本1区）                 | 齋藤健 （無派閥） （6回、千葉7区）               | 平口洋 （無派閥） （6回、広島2区）               |
| 武藤容治 （麻生派） （6回、岐阜3区）               | 井野俊郎 （無派閥） （5回、群馬2区）             | 井上貴博 （麻生派） （5回、福岡1区）               | 井林辰憲 （麻生派） （5回、静岡2区）             | 今枝宗一郎 （麻生派） （5回、愛知14区）          |
| 岩田和親 （無派閥） （5回、比例九州・佐賀1区）     | 大岡敏孝 （無派閥） （5回、比例近畿・滋賀1区）   | 大野敬太郎 （無派閥） （5回、香川3区）             | 鬼木誠 （無派閥） （5回、比例九州・福岡2区）     | 勝俣孝明 （無派閥） （5回、比例東海・静岡6区）   |
| 古賀篤 （無派閥） （5回、福岡3区）                 | 國場幸之助 （無派閥） （5回、比例九州・沖縄1区） | 斎藤洋明 （麻生派） （5回、比例北陸信越・新潟3区） | 笹川博義 （無派閥） （5回、群馬3区）             | 佐々木紀 （無派閥） （5回、石川2区）             |
| 新谷正義 （無派閥） （5回、比例中国）              | 鈴木憲和 （無派閥） （5回、山形2区）             | 武部新 （無派閥） （5回、北海道12区）              | 武村展英 （無派閥） （5回、滋賀3区）             | 田所嘉徳 （無派閥） （5回、比例北関東・茨城1区） |
| 田野瀬太道 （無派閥） （5回、奈良3区）             | 田畑裕明 （無派閥） （5回、富山1区）             | 津島淳 （無派閥） （5回、比例東北）                | 冨樫博之 （無派閥） （5回、秋田1区）             | 長坂康正 （麻生派） （5回、比例東海・愛知9区）   |
| 中村裕之 （麻生派） （5回、比例北海道・北海道4区） | 根本幸典 （無派閥） （5回、愛知15区）            | 野中厚 （無派閥） （5回、比例北関東・埼玉12区）    | 藤丸敏 （無派閥） （5回、福岡7区）               | 堀内詔子 （無派閥） （5回、山梨2区）             |
| 牧島かれん （麻生派） （5回、神奈川17区）          | 宮崎政久 （無派閥） （5回、比例九州・沖縄2区）   | 簗和生 （麻生派） （5回、栃木3区）                 | 山下貴司 （無派閥） （5回、岡山2区）             | 小林茂樹 （無派閥） （4回、比例近畿・奈良1区）   |
| 瀬戸隆一 （麻生派） （4回、比例四国・香川2区）     | 島尻安伊子 （無派閥） （2回・参2回、沖縄3区）    |                                                    |                                                  |                                                  |

### 参議院議員
| 山崎正昭 （無派閥） （6回、福井県）       | 橋本聖子 （無派閥） （6回、比例区）         | 有村治子 （麻生派） （5回、比例区）        | 関口昌一 （無派閥） （5回、埼玉県）        | 松山政司 （無派閥） （5回、福岡県）   |
| 石井準一 （無派閥） （4回、千葉県）       | 岡田直樹 （無派閥） （4回、石川県）         | 末松信介 （無派閥） （4回、兵庫県）        | 西田昌司 （無派閥） （4回、京都府）        | 野上浩太郎 （無派閥） （4回、富山県） |
| 野村哲郎 （無派閥） （4回、鹿児島県）     | 牧野京夫 （無派閥） （4回、静岡県）         | 松下新平 （無派閥） （4回、宮崎県）        | 松村祥史 （無派閥） （4回、熊本県）        | 森まさこ （無派閥） （4回、福島県）   |
| 山本順三 （無派閥） （4回、愛媛県）       | 青木一彦 （無派閥） （3回、鳥取県・島根県） | 石井浩郎 （無派閥） （3回、秋田県）        | 磯崎仁彦 （無派閥） （3回、香川県）        | 上野通子 （無派閥） （3回、栃木県）   |
| 大家敏志 （麻生派） （3回、福岡県）       | 中西祐介 （麻生派） （3回、徳島県・高知県） | 長谷川岳 （無派閥） （3回、北海道）        | 福岡資麿 （無派閥） （3回・衆1回、佐賀県） | 藤川政人 （麻生派） （3回、愛知県）   |
| 三原じゅん子 （無派閥） （3回、神奈川県） | 宮澤洋一 （無派閥） （3回・衆3回、広島県）  | 船橋利実 （麻生派） （1回・衆2回、北海道） | 福山守 （無派閥） （1回・衆3回、比例区）   |                                       |

### 元会員
- 青山周平
- 赤石清美
- 秋葉賢也
- 穴見陽一
- 安藤裕
- 池田道孝
- 池田佳隆
- 石川昭政
- 石崎徹
- 礒崎陽輔
- 伊藤信太郎
- 今津寛
- 今村雅弘
- 岩井茂樹
- 上杉光弘
- 宇都隆史
- 大久保三代
- 岡田広
- 奥野信亮
- 小里泰弘
- 尾辻秀久
- 加治屋義人
- 勝沼栄明
- 加藤寛治
- 金子一義
- 金子原二郎
- 金子恵美
- 金田勝年
- 河井克行
- 川田隆
- 菅家一郎
- 菅野佐智子
- 木内均
- 北村茂男
- 北村誠吾
- 木村太郎
- 熊谷大
- 小泉昭男
- 小島敏文
- 後藤田正純
- 小松裕
- 今野智博
- 佐田玄一郎
- 左藤章
- 佐藤信秋
- 佐藤正久
- 塩谷立
- 清水誠一
- 新開裕司
- 助田重義
- 薗浦健太郎
- 髙階恵美子
- 高木毅
- 高木宏壽
- 高鳥修一
- 高橋比奈子
- 武井俊輔
- 竹下亘
- 武部勤
- 伊達忠一
- 田中英之
- 谷川弥一
- 田野瀬良太郎
- 田畑毅
- 塚田一郎
- 土井亨
- 徳田毅
- 冨岡勉
- 長島忠美
- 中川郁子
- 中根一幸
- 中原八一
- 西川公也
- 西村明宏
- 丹羽雄哉
- 野田毅
- 馳浩
- 鳩山邦夫
- 浜田和幸
- 林幹雄
- 林田彪
- 原田義昭
- 比嘉奈津美
- 藤原崇
- 福井照
- 保利耕輔
- 堀井学
- 前田一男
- 町村信孝
- 松村龍二
- 水落敏栄
- 溝手顕正
- 三ッ林裕巳
- 三原朝彦
- 宮川典子
- 宮腰光寛
- 宮澤博行
- 宮路和明
- 武藤貴也
- 望月義夫
- 務台俊介
- 八木哲也
- 保岡興治
- 山口泰明
- 山崎力
- 山田俊男
- 山本公一
- 山本幸三
- 山本拓
- 義家弘介
- 吉川貴盛
- 吉川赳
- 吉田博美
- 吉野正芳
- 若林健太
- 渡辺孝一
- 渡辺博道